# Dienes Adorján
Zebegnyői Dienes Adorján (Kisazar, 1872. augusztus 3. – Sátoraljaújhely, 1957. április 15.) pápai kamarás, plébános, missziós pap, író, dalszerző.

## Élete
A középiskáit Eperjesen, a teológiát Temesváron végezte. 1895-ben pappá szentelték Apátfalván, majd Merczyfalván lett káplán. 1898-ban brăilai magyar missziós lelkész, 1899-ben merczyfalvi káplán. 1900-tól székudvari adminisztrátor, majd 1905-ben átlépett a kassai egyházmegyébe, s 1906-tól a Sennyey család házilelkésze volt Pácinban. Ezután nagykövesdi káplán, majd 1912–1942 között Nagykövesd plébánosa volt. 1942-ben nyugdíjazták. 1944-től Sátoraljaújhelyen élt.
Elbeszélések és történeti munkák szerzője. Népdalokat szerzett saját szövegeire. Álneve és betűjegye: (da) (A Nép 1922-től); Monte Azarico (Felvidéki Újság 1909-1918; Zemplén 1896-1906).

## Elismerései
Az első világháborúban megkapta a lelkészi érdemrendet.

## Művei
- 1905 Törekvések. Elbeszélések. Kassa.
- 1914 Nagykövesd százéves r. k. temploma. Kassa.
- 1925 Végrendelet húgom számára. Kassa.
- 1926 Dani bácsi esetei. Kassa.
- 1933 Fehér galambok. Elbeszélések. Rozsnyó.
- 1933 Rozsnyó
- 1934/1935/1940 Regélő romok (vármondák). Rozsnyó.
- 1940 Ahol Árpád megpihent - Bodrogköz. Nagykövesd.
- 1941 Maria Lenzen-Sebregendi: "Kő kövön nem marad"...: Elbeszélések Jeruzsálem pusztulásának idejéből. Budapest. (fordítás)
- 1943 Borsitól Kassáig. Budapest.